# Ларуш, Пьер
Пьер Ролан Ларуш (фр. Pierre Rolland Larouche; род. 16 ноября 1955, Ташеро) — бывший канадский хоккеист, игравший на позиции центрального нападающего, двукратный обладатель Кубка Стэнли в составе «Монреаль Канадиенс» (1978, 1979), двукратный участник матчей всех звёзд НХЛ.

## Игровая карьера
На юниорском уровне в течение двух сезонов играл за команду «Сорель Эпервье», где по итогам сезона 1973/74 заработал 251 очко, получив Жан Беливо Трофи, приз как лучшему бомбардиру Главной юниорской хоккейной лиги Квебека. Этот результат был рекордным и держался в течение 10 лет, пока в 1984 году Марио Лемьё не заработал 282 очка за сезон.
На драфт НХЛ 1974 года был выбран в 1-м раунде под 8-м номером клубом «Питтсбург Пингвинз». В составе «Пингвинз» Ларуш отыграл более трёх сезонов, заработав по итогам сезона 1975/76 111 очков, забросив 53 шайбы, став лучшим бомбардиром в составе «Пингвинз» и войдя в первую пятёрку лучших бомбардиров по итогам сезона.
29 ноября 1977 года был обменян в «Монреаль Канадиенс», в составе которого отыграл более четырёх сезонов, став частью команды, которая выиграла в 1978 и 1979 годах два Кубка Стэнли подряд.
21 декабря 1981 года был обменян в «Хартфорд Уэйлерс», за который отыграл полтора сезона.
12 сентября 1983 года в качестве свободного агента перешёл в «Нью-Йорк Рейнджерс», за который отыграл в течение пяти сезонов. Завершил карьеру по окончании сезона 1987/88, в котором сыграл 10 игр, пропустив большую часть сезона из-за замещения спинного нерва.
Играл за сборную Канады на ЧМ-1977, на котором канадцы заняли итоговое четвёртое место; Ларуш заработал на турнире 15 очков.

## Статистика

### Международная
| Год                     | Сборная                 | Турнир                  | Место                   |    | И | Г | П  | О  | Ш |
| ----------------------- | ----------------------- | ----------------------- | ----------------------- | -- | - | - | -- | -- | - |
| 1977                    | Канада                  | ЧМ                      | 4                       | 10 | 7 | 8 | 15 | 16 |   |
| Всего за сборную Канады | Всего за сборную Канады | Всего за сборную Канады | Всего за сборную Канады | 10 | 7 | 8 | 15 | 16 |   |